# Ibul (Kuantan Mudik)
Ibul is een bestuurslaag in het regentschap Kuantan Singingi van de provincie Riau, Indonesië. Ibul telt 1823 inwoners (volkstelling 2010).